# Castelveccana
Castelveccana (Castelvecàna in dialetto varesotto) è un comune italiano sparso di 1 836 abitanti della provincia di Varese in Lombardia. Il comune attuale, situato sulle rive del Lago Maggiore, risale al 1928 con l'annessione di Veccana all'antico comune di Castello Valtravaglia, già Castello fino al 1863.

## Storia

### Simboli
Lo stemma e il gonfalone sono stati concessi con decreto del presidente della Repubblica del 18 novembre 1955.
Nello stemma è raffigurato, su sfondo azzurro, un castello d'argento, merlato alla guelfa, dietro a quattro monti che emergono da uno specchio d'acqua.
Il gonfalone è un drappo di azzurro.

## Monumenti e luoghi d'interesse
Nel territorio comunale vennero rinvenuti resti fossili che attorno al 2008 furono classificati come appartenenti ad un esemplare di Marcopoloichthys, un pesce di dimensioni molto piccole (non arrivava ai cinque centimetri di lunghezza) vissuto nel Triassico medio.

### Architetture civili
- Monumento ai marinai
- Rocca di Caldé

### Architetture religiose
- Chiesa parrocchiale dei Santi Pietro e Paolo
- Chiesa di Santa Veronica, in località Caldé
- Chiesa di San Giorgio, in località Sarigo
- Chiesa di San Genesio, in località Sarigo
- Chiesa Maria S.S. Immacolata Nasca
- Chiesa di Sant'Antonio, dedicata a sant'Antonio di Padova[7], in località Caldé
- Chiesa di Sant'Antonio sul Monte, dedicata a sant'Antonio abate del deserto[8], in località Sant'Antonio, presso il passo omonimo.

## Società

### Evoluzione demografica
Castello Valtravaglia
- 454 nel 1751
- 568 nel 1805
- annessione a Porto nel 1809
- 742 nel 1853
- 855 nel 1861
- 863 nel 1881
- 820 nel 1901
- 933 nel 1921

Abitanti censiti

## Cultura
Ogni estate, tra la fine di luglio e l'inizio di agosto, la frazione di Caldé ospita il festival Tutto è Numero, uno dei più importanti festival italiani della cultura e dei giochi matematici.
Nella frazione di Nasca ha vissuto lo scrittore Michele Mari, che qui ambienta il romanzo Verderame e di cui fa menzione in Leggenda privata.

## Geografia antropica

### Frazioni
Bissaga, Caldé, Castello, Nasca, Orile, Pessina, Rasate, Ronchiano, Saltirana, San Pietro, Sarigo.

### Altre località del territorio
Sasso Galletto, L'Americana, Cinque Arcate, Sciaré, Scirlasca, Bazzarone, Sasso Sciseno, Valgiovera, Virasca, Fontanino, Fornaci, Buresso, Canova, Maltra, Alpe Cuvignone, Acquetta, Sant'Antonio, Pian Limur, Bugett, Alpe Calorescio, Santa Veronica, Vanzoa, Rocca, Vallate, Biogno, Pira, Pianeggi, Piana, Campagnetta, Cumée,  Vigo, Bollette, Ronchetto, Mulino, Motto, Rescone, Badücc, Canvée, Buonumore.

## Amministrazione
Castelveccana fa parte della Comunità Montana Valli del Verbano.